# Mistrovství Afriky v rallye 2022
Mistrovství Afriky v rallye 2022 je 42. sézona kontinentalního afrického šampionatu v rally. Šampionát odstartoval 25. února v Pobřeží slonoviny soutěží Rally Bandama a skončí 19. listopadu Rally of South Africa.

## Kalendář
| Podnik          | Datum            | Rally                                   | Centrum soutěže            | Povrch                     | RZ                         | Délka                      |
| --------------- | ---------------- | --------------------------------------- | -------------------------- | -------------------------- | -------------------------- | -------------------------- |
| 1               | 25-27. února     | 48. Rallye Bandama - Côte d'Ivoire 2022 | Yamoussoukro               | Šotolina                   | 12                         | 218,88 km                  |
| 2               | 1-3. dubna       | Equator Rally Kenya 2022                | Naivasha                   | Šotolina                   | 8                          | 185,32 km                  |
| 3               | 6-8. května      | 26. Pearl of Africa Uganda Rally 2022   | Lugazi                     | Šotolina                   | 9                          | 195,21 km                  |
| 4               | 22-24. července  | 20. Tanzania Atlantic Rally 2022        | Arusha                     | Šotolina                   | 10                         | 205,14 km                  |
| 5               | 23-25. září      | 21. Rwanda Mountain Gorilla Rally 2022  | TBA                        | Šotolina                   | TBA                        | TBA                        |
| 6               | 21-23. října     | Zambia International Rally 2022         | TBA                        | Šotolina                   | TBA                        | TBA                        |
| Zrušené Soutěže |                  |                                         |                            |                            |                            |                            |
| -               | 17-19. listopadu | Rally of South Africa 2022              | Rally of South Africa 2022 | Rally of South Africa 2022 | Rally of South Africa 2022 | Rally of South Africa 2022 |

## Startovní listina
| ARC 2       | ARC 2                      | ARC 2           | ARC 2            | ARC 2             | ARC 2   |
| Konstruktér | Vůz                        | Startovní číslo | Jezdec           | Navigátor         | Podniky |
| ----------- | -------------------------- | --------------- | ---------------- | ----------------- | ------- |
| Mitsubishi  | Mitsubishi Lancer Evo IX   | #2              | Leroy Gomes      | Urshlla Gomes     | 1       |
| Mitsubishi  | Mitsubishi Lancer Evo X    | #6              | Jasmeet Chana    | Ravinder Chana    | 2       |
| Mitsubishi  | Mitsubishi Lancer Evo X    | #19             | Nikhil Sachania  | Deep Patel        | 2       |
| Mitsubishi  | Mitsubishi Lancer Evo X    | #47             | Izhar Mirza      | Kavit Dave        | 2       |
| Mitsubishi  | Mitsubishi Lancer Evo X    | #201            | Giancarlo Davite | Sylvia Vindevogel | 2       |
| Mitsubishi  | Mitsubishi Lancer Evo X R4 | #12             | Hamza Anwar      | Adnan Din         | 2       |
| Mitsubishi  | Mitsubishi Lancer Evo X R4 | #21             | Paras Pandya     | Falgun Bhojak     | 2       |
| Subaru      | Subaru Impreza STi N12B    | #4              | Cyril Bottari    | Abdallah Hyjazi   | 1       |
| Subaru      | Subaru Impreza STi N12B    | #20             | Maxine Wahome    | Murage Waigwa     | 2       |
| ARC 3       |                            |                 |                  |                   |         |
| Ford        | Ford Fiesta Rally3         | #8              | McRae Kimathi    | Mwangi Kioni      | 2       |
| Ford        | Ford Fiesta Rally3         | #14             | Jeremy Wahome    | Victor Okundi     | 2       |
| ARC 4       |                            |                 |                  |                   |         |
| Ford        | Ford Fiesta R2             | #540            | Rio Smith        | Riyaz Ismail      | 2       |
| ARC Junior  |                            |                 |                  |                   |         |
| Ford        | Ford Fiesta R2             | #540            | Rio Smith        | Riyaz Ismail      | 2       |
| Ford        | Ford Fiesta Rally3         | #8              | McRae Kimathi    | Mwangi Kioni      | 2       |
| Ford        | Ford Fiesta Rally3         | #14             | Jeremy Wahome    | Victor Okundi     | 2       |
| Mitsubishi  | Mitsubishi Lancer Evo X R4 | #12             | Hamza Anwar      | Adnan Din         | 2       |
| Subaru      | Subaru Impreza STi N12B    | #20             | Maxine Wahome    | Murage Waigwa     | 2       |